# Slavětín (Radvanice)

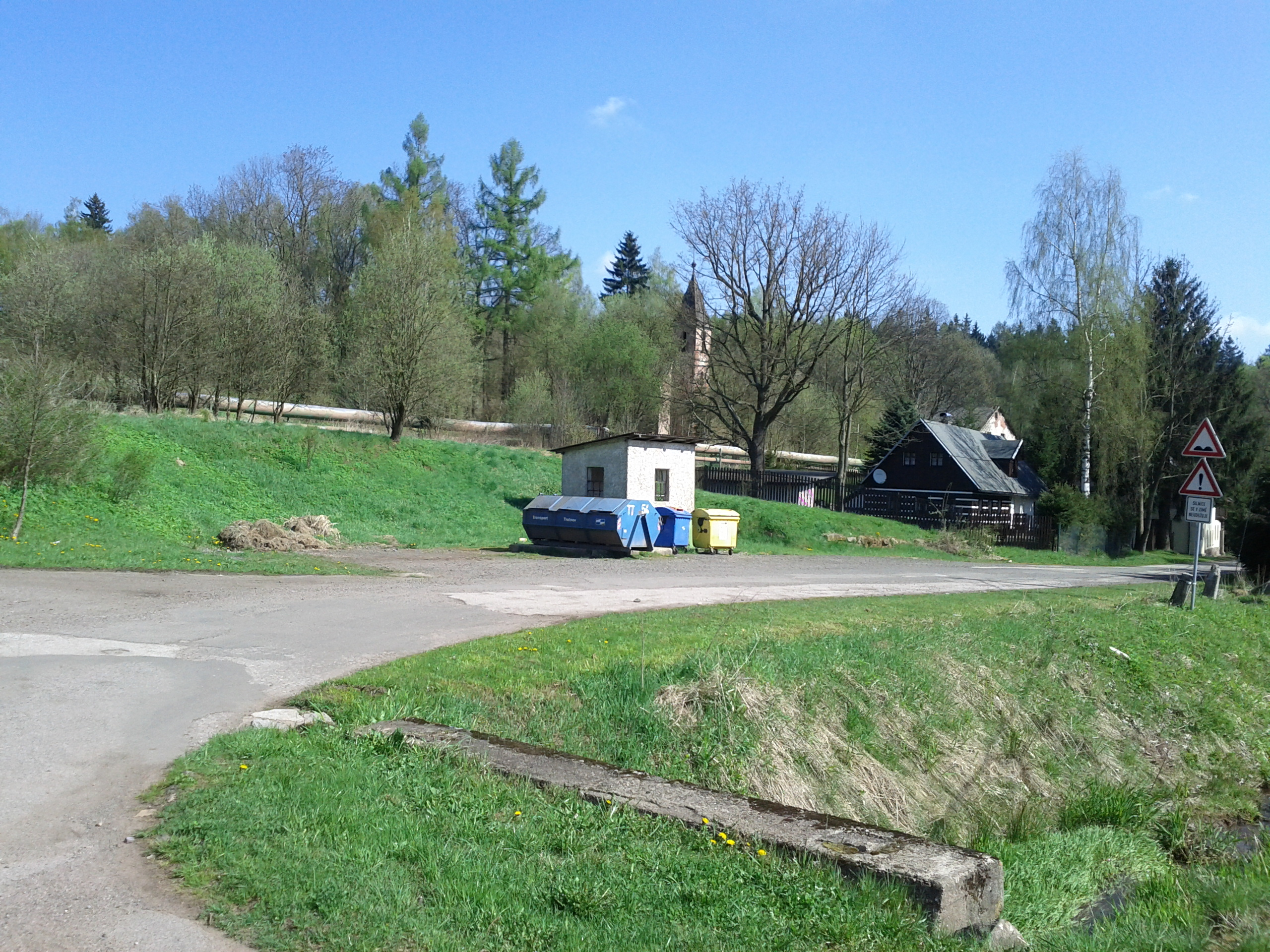
Ortsansicht

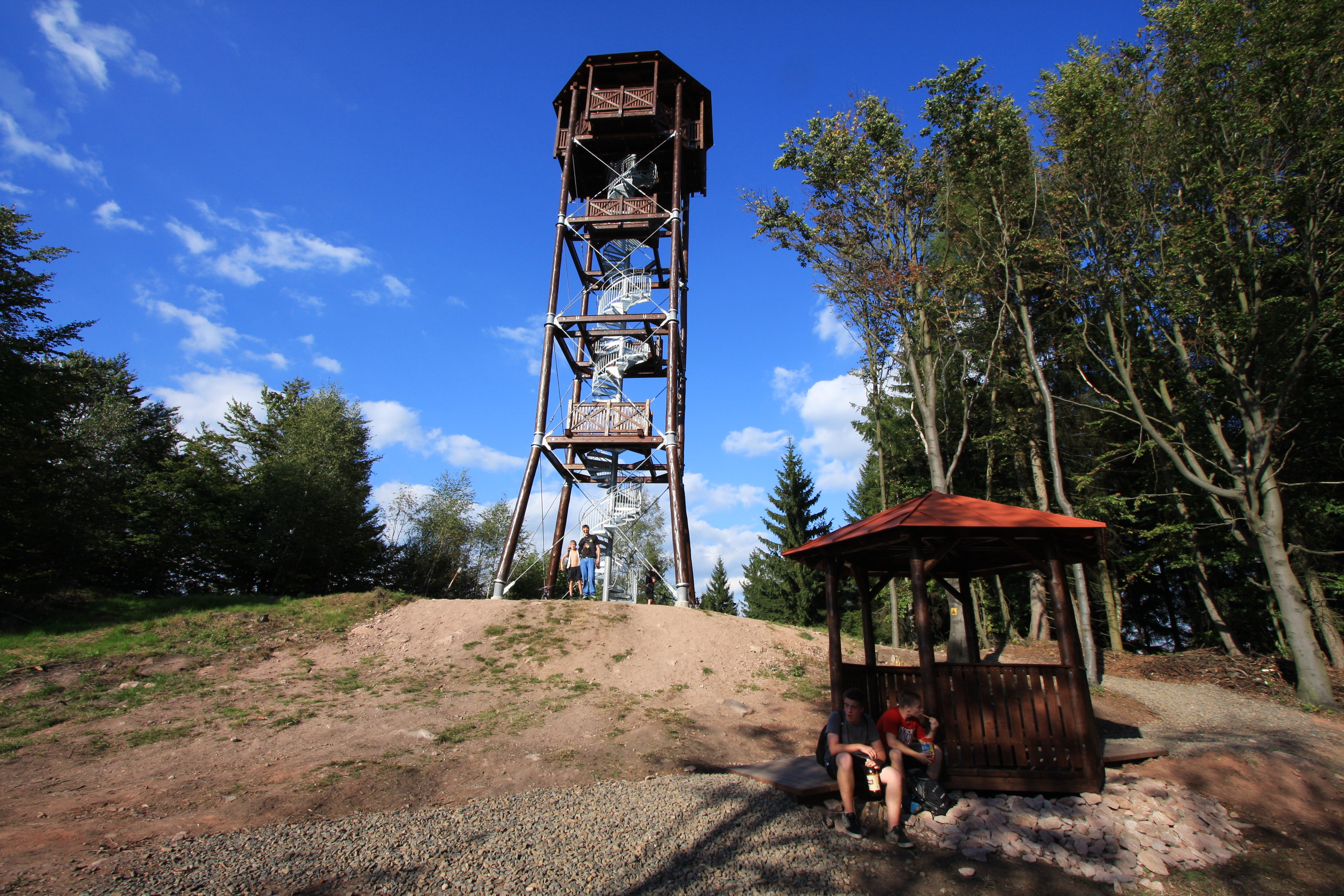
Slavětíner Aussichtsturm

Slavětín (deutsch Slatin) ist eine Grundsiedlungseinheit der Gemeinde Radvanice in Tschechien. Sie liegt acht Kilometer östlich des Stadtzentrums von Trutnov und gehört zum Okres Trutnov.

## Geographie
Slavětín erstreckt sich über dem Radowenzer Becken im Habichtsgebirge (Jestřebí hory) entlang des Oberlaufes der Jívka (Gibker Wasser). Nordöstlich erhebt sich die Krupná hora (Kraupen, 706 m n.m.), im Osten die Přední Hradiště (Vorderratsch, 710 m n.m.), südöstlich die Hradiště (Ratschenkoppe, 683 m n.m.), im Süden der Slavětínský vrch (Leierberg, 658 m n.m.) und der Markoušovický kopec (702 m n.m.) sowie westlich der Markoušovický hřeben (Markauscher Kamm, 708 m n.m.).
Nachbarorte sind Grünwald, Schaudichum und Chvaleč im Norden, Celestýn, U Hájovny und Hodkovice im Nordosten, Důl Kateřina und Janovice im Osten, Radvanice und Studénka im Südosten, Paseka, U Buku und Velké Svatoňovice im Süden, Markoušovice im Südwesten, Kouty und Lhota im Westen sowie Bezděkov und Petříkovice im Nordwesten.

## Geschichte
Einer Legende nach soll Slavětín im 11. Jahrhundert von Simon Blatoskol gegründet worden sein.
Die erste schriftliche Erwähnung von Slawietin erfolgte im Jahre 1521. Das Dorf gehörte ursprünglich zum Gut Petersdorf. Das den Herren von Questel gehörige Gut wurde nach der Schlacht am Weißen Berg konfisziert und der Herrschaft Adersbach zugeschlagen. Nachdem 1720 in Qualisch eine Pfarrei errichtet worden war, wurde Slattin dorthin umgepfarrt.
Im Jahre 1833 bestand das im Königgrätzer Kreis gelegene Dorf Slattin bzw. Slawietin aus 68 Häusern, in denen 502 deutschsprachige Personen lebten. Im Ort gab es eine Filialschule, eine Mühle und eine Schulzerei. Der Gemeindewald umfasste eine Fläche von 66 Joch 1260 Quadratklafter. Slattin war Sitz eines der sechs Forstreviere der Herrschaft Adersbach, das Waldstrecke des Ratsch und Hammerwaldes bewirtschaftete. Pfarrort war Qualisch. In den 1830er Jahren begann Rudolph Manger aus Schwarzwasser beim Brechhaus Schaudichum nördlich von Slattin in der Grube Cölestin mit dem Abbau von Steinkohle. Bis zur Mitte des 19. Jahrhunderts blieb das Dorf der Allodialherrschaft Adersbach untertänig.
Nach der Aufhebung der Patrimonialherrschaften bildete Slatin/Slavětín ab 1849 einen Ortsteil der Gemeinde Qualisch im Gerichtsbezirk Trautenau. 1868 wurde das Dorf dem Bezirk Trautenau zugeordnet. Im Jahre 1870 löste sich Slatin von Qualisch los und bildete eine eigene Gemeinde. Östlich von Slatin wurde 1901 am Fuße des Vorderratsch die Steinkohlengrube Katharina aufgenommen. Nach dem Ersten Weltkrieg erwarb S. Wolf die Steinkohlengruben im Radowenzer Becken und gründete mit weiteren Interessenten die Radowenzer Steinkohlen-Gewerkschaft (Radvanické kamenouhelné těžařstvo). Infolgedessen wurde 1922 die Grube Cölestin (důl Celestýn) stillgelegt und ihr Grubenfeld der Grube Katharina (důl Kateřina) zugeschlagen. Ab 1926 stieg die Kohleförderung der Grube Katharina auch während der Weltwirtschaftskrise stetig an. 1930 hatte Slatin 308 Einwohner. In der Mitte der 1930er Jahre wurde der Markauscher Kamm mit mehreren Bunkerlinien des Tschechoslowakischen Walls befestigt. Nach dem Münchner Abkommen wurde das Dorf im Herbst 1938 dem Deutschen Reich zugeschlagen und gehörte bis 1945 zum Landkreis Trautenau. 1939 hatte die Gemeinde 260 Einwohner. 1942 verkaufte die Radowenzer Steinkohlen-Gewerkschaft die Grube Katharina wegen fehlenden Betriebskapitals an die Westböhmische Bergbau AG, ein Tochterunternehmen der Sudetenländischen Bergbau AG. In den Jahren 1943 und 1944 wurde die Erschließung der Flöze in größeren Teufen vorangetrieben und die Förderung im Grubenfeld Cölestin wieder aufgenommen.
Nach dem Ende des Zweiten Weltkrieges 1945 kam Slavětín zur Tschechoslowakei zurück und die deutsche Bevölkerung wurde vertrieben. Anfang 1946 wurde die Grube Kateřina verstaatlicht und den Východočeské uhelné doly (VUD, deutsch: „Ostböhmische Kohlegruben“) angeschlossen. 1950 wurden Slavětín und Radvanice zu einer Gemeinde Radvanice zusammengeschlossen. Zwischen 1952 und 1957 war Grube Kateřina als Grube Stachanov der Verwaltung der Joachimsthaler Uranbergwerke unterstellt. Nachdem in den 1970er Jahren auch die tiefsten Flöze angefahren worden waren, stagnierte ab 1978 die Steinkohlenförderung. Im Jahre 1980 verlor Slavětín den Status eines Ortsteils von Radvanice. Die letzte Steinkohle aus der Grube Kateřina wurde 1994 gefördert. 1995 wurden die Schächte verwahrt. Im Jahre 2001 hatte das Dorf Slavětín 30 Einwohner.

## Ortsgliederung
Die Grundsiedlungseinheit Slavětín bildet den Katastralbezirk Slavětín u Radvanic.

## Sehenswürdigkeiten
- Kapelle des hl. Josef, errichtet um 1900, sie wurde in der zweiten Hälfte des 20. Jahrhunderts dem Verfall überlassen und befindet sich in einem desolaten Zustand[5]
- Gezimmerte Häuser
- Gedenkstein für die Gefallenen des Ersten Weltkrieges auf dem Friedhof, enthüllt 1933, er wurde 2008 restauriert
- Bunker des Tschechoslowakischen Walls
- Aussichtsturm auf dem Markauscher Kamm, errichtet 2014